# Rigoberto López Pérez
Rigoberto López Pérez (* 13. Mai 1929 in Leon, Nicaragua; † 21. September 1956 ebenda) war ein nicaraguanischer Dichter. 1956 verübte er ein Attentat auf Anastasio Somoza García, in dessen Folge er erschossen wurde.

## Leben
Rigoberto López Pérez war einige Jahre in El Salvador im Exil. Dort arbeitete er als Handlungsreisender für Schallplatten und war in der Partido Revolucionario de Unificación Democrática engagiert. In Nicaragua war Rigoberto López Pérez Mitglied der Partido Liberal Independiente.
Am 21. September 1956 fand Pérez Einlass zu einem Wahlkonvent in der Casa de Obrero in León, auf dem sich Anastasio Somoza García zur Wiederwahl aufstellen ließ. Er verkleidete sich als Kellner, konnte so in die unmittelbare Nähe des Präsidenten gelangen und ihn durch fünf Schüsse aus seiner Smith & Wesson .38 & .32 Double Action schwer verletzen. Die umstehenden Guardias Nacionales der Leibwache Somozas erschossen Lopéz Pérez unmittelbar darauf. Anastasio Somoza García wurde kurze Zeit später mit einem Militärflugzeug in die damals noch den USA unterstehende Panamakanal-Zone in das US-Militärkrankenhaus Hospital Gorgas gebracht, wo er 8 Tage später verstarb. Nach dem Tod von Anastasio Somoza García folgte ihm sein Sohn Luís Somoza Debayle als Präsident Nicaraguas.

## Nachleben
Als Tyrannenmörder gilt López Pérez heute in Nicaragua in weiten Kreisen als Nationalheld. Mit dem Dekret Nr. 536 vom 21. September 1981 verlieh ihm die sandinistische Regierung den Titel eines „Héroe Nacional“ auch offiziell.